# 博赫達利夫卡
51°49′42″N 32°30′17″E / 51.82833°N 32.50472°E
博赫達利夫卡（烏克蘭語：Богдалівка）是烏克蘭北部切爾尼戈夫州科留基夫卡區的村落，面積0.13平方公里，海拔高度146米，2001年人口2，人口密度每平方公里15.87人。